# Руки (мультфильм)
Руки — мультипликационный фильм грузинского режиссёра Мераба Саралидзе. Мультфильм из серии так называемых мультфильмов для взрослых («Великолепная миниатюрная тройка»). В 1976 году вышло продолжение — «Эта непонятная любовь».

## Создатели
| режиссёры              | Мераб Саралидзе                     |
| сценаристы             | Мераб Саралидзе                     |
| художники-постановщики | В. Хидишели, Константин Мацаберидзе |
| оператор               | Виолетта Каросинадзе                |
| композитор             | Александр Раквиашвили               |
| звукооператор          | Гарри Кунцев                        |

## Сюжет
Мультфильм состоит из трёх частей.
Первая называется «А ну-ка ребята!». Мужчины как-то раз играют в передавалки. Цель игры передавалки — собрать от 4 до 10 людей, и взять какой-нибудь любой предмет (включая: Кирпич).
Вторая часть называется «Брак». Скоро будет обновлено.
Третья часть называется «Послушный». Скоро будет обновлено.

## Отзывы
Искусствовед Ирина Бегизова в своей обзорной статье о проблемах мультипликации на страницах журнала «Литературная Грузия» отнесла фильм «Руки» режиссёра Саралидзе к числу примеров широкого спектра возможностей мультипликации в комедийно-сатирическом жанре.